# Syzygium minutuliflorum
Syzygium minutuliflorum är en myrtenväxtart som först beskrevs av Ferdinand von Mueller, och fick sitt nu gällande namn av Bernard Patrick Matthew Hyland. Syzygium minutuliflorum ingår i släktet Syzygium och familjen myrtenväxter.
Artens utbredningsområde är Northern Territory, Australien. Inga underarter finns listade i Catalogue of Life.